# Lijst van beelden in Oldebroek
Dit is een (onvolledige) lijst van beelden in de gemeente Oldebroek. Onder een beeld wordt hier verstaan elk driedimensionaal kunstwerk in de openbare ruimte van de Nederlandse gemeente Oldebroek, waarbij beeld wordt gebruikt als verzamelbegrip voor sculpturen, standbeelden, installaties, gedenktekens en overige beeldhouwwerken.
Voor een volledig overzicht van de beschikbare afbeeldingen zie: Beelden in Oldebroek op Wikimedia Commons.
| Geplaatst | Omschrijving                          | Kunstenaar        | Straat                                                     | Plaats        | Materiaal          | Afbeelding |
| --------- | ------------------------------------- | ----------------- | ---------------------------------------------------------- | ------------- | ------------------ | ---------- |
| 1991      | Echtpaar in Klederdracht              | Gerard A. Overeem | Raadhuisplein                                              | Oldebroek     |                    |            |
| 2000      | Paard van hoefijzers en Henk Scholten | Henk Scholten     | Vollenhofseweg                                             | Wezep         | ijzer (hoefijzers) |            |
| 2002      | Levenskracht                          | Piet Slegers      | Zuiderzeestraatweg 498a                                    | Wezep         | roetsvrij staal    |            |
| 2009      | Heilige Andreas (glas-in-lood)        | Jan Brokkelkamp   | Zuiderzeestraatweg (Andreashuis)                           | Hattemerbroek |                    |            |
| onbekend  | Boer op sokkel                        | Gerard A. Overeem | Bovenstraatweg 10a, Boerderijmuseum de Bovenstreek         | Oldebroek     |                    |            |
| onbekend  | houten beeld                          | onbekend          | Stationsweg 107 (treinstation)                             | Wezep         |                    |            |
| onbekend  | Deut. 32:11 (mozaïek)                 | onbekend          | Meidoornstraat 20 (zijde Berberisstraat) (cbs De Meidoorn) | Wezep         |                    |            |